# کیارا لزلی
کیارا لزلی (انگلیسی: Kiara Leslie؛ زادهٔ ۶ دسامبر ۱۹۹۵) بازیکن بسکتبال اهل ایالات متحده آمریکا است.